# Dariusz Witkowski
Dariusz Witkowski (ur. 22 lutego 1966 w Warszawie) – polski menedżer i urzędnik państwowy, w latach 2004–2005 podsekretarz stanu w Ministerstwie Skarbu Państwa.

## Życiorys
W 1994 ukończył studia z handlu zagranicznego w Szkole Głównej Handlowej, a w 1995 – Krajową Szkołę Administracji Publicznej. Został także absolwentem studiów Mini MBA współorganizowanych przez Uniwersytet Marylandu i Uniwersytet Łódzki oraz szkoleń z: zarządzania zasobami ludzkimi, technik negocjacyjnych, grupowego podejmowanie decyzji i funkcjonowania rynku kapitałowego. Odbył staże m.in. w Ministerstwie Finansów Bawarii, Bawarskiej Giełdzie Papierów Wartościowych i w Komisji Papierów Wartościowych. Został mianowanym urzędnikiem służby cywilnej. Od 1995 pracował w Departamencie Spółek Publicznych i Finansów Komisji Papierów Wartościowych i Giełd zajmując kolejno stanowiska: naczelnika wydziału (od 1995), zastępcy dyrektora (od 1999) i dyrektora departamentu (od 2000). Członek Komitetu Indeksów Giełdowych przy Giełdzie Papierów Wartościowych w Warszawie (2000-2004).
Od 5 maja 2004 do 19 lipca 2005 pełnił funkcję podsekretarza stanu w Ministerstwie Skarbu Państwa, którym kierował Jacek Socha w dwóch rządach Marka Belki. Odpowiadał za prywatyzację, sprawy europejskie i międzynarodowe. 
W lipcu 2005 został członkiem zarządu PKN Orlen S.A.. W latach 2009–2010 był zatrudniony w Konfederacji Pracodawców Polskich. Od września do listopada 2010 był prezesem zarządu spółki Clean & Carbon Energy S.A.. Prezes Zakładów Tytoniowych w Lublinie w latach 2011–2014.